# El Naranjo
El Naranjo è una municipalità dello stato di San Luis Potosí, nel Messico centrale, il cui capoluogo è la omonima località.
Conta 20.495 abitanti (2010) e ha una estensione di 830,74 km².